# 徐旭常
徐旭常（1932年11月29日—2011年3月18日），江苏常州人，中国热能工程专家，中国工程院院士。

## 生平
1953年毕业于东北工学院，1956年毕业于清华大学研究生班。1995年当选为中国工程院院士。